# Dmitrij Vaľukevič
Dmitrij Vaľukevič (né Дзьмітры Валюкевіч, Dzmitry Valioukievitch, le 31 mai 1981 à Petrozavodsk) est un athlète slovaque, spécialiste du triple saut. Il mesure 1,86 m pour 78 kg.
Son père, Gennadiy Valyukevich était un athlète soviétique qui sauta 17,53 m à Erfurt en 1986. Son précédent entraîneur avait également sauté 17,53 m en 1983 à Moscou, Aleksandr Beskrovniy. Son nouvel entraîneur est Vitold Kreyer (74 ans[Quand ?]) qui a entraîné notamment Viktor Saneïev. Son record personnel est de  17,57 m en 2003.
Pour la Biélorussie, il termine 4e des Championnats du monde en salle de 2004, après avoir remporté la médaille d'or en triple saut aux championnats d'Europe des moins de 23 ans 2003.
Pour la Slovaquie, il termine 5e des championnats du monde en salle de Valence en 2008. En 2010, il termine 7e des championnats du monde en salle de Doha et 7e des championnats d'Europe de Barcelone.